# ЛуАЗ-1302-05
ЛуАЗ-1302-05 «Форос» — повнопривідний «пляжний» автомобіль, розробки Луцького автомобільного заводу, модифікація ЛуАЗ-1302. Порівняно із базовою моделлю, автомобіль має дещо інший дизайн: відкритий кузов, дуги безпеки. Силовий агрегат також зазнав змін: було встановлено італійський дизельний двигун моделі Lombardini LDW 1404. Машина здатна брати підйоми крутизною до 60 градусів, зберігає стійкість при 40-градусних ухилах.
Серійного виробництва налагоджено не було.